# Pérez y Jiménez
Pérez y Jiménez är en ort i Mexiko.   Den ligger i kommunen Tlacotalpan och delstaten Veracruz, i den sydöstra delen av landet, 400 km öster om huvudstaden Mexico City. Pérez y Jiménez ligger 8 meter över havet och antalet invånare är 374.
Terrängen runt Pérez y Jiménez är mycket platt. Runt Pérez y Jiménez är det ganska tätbefolkat, med 54 invånare per kvadratkilometer. Närmaste större samhälle är Tlacotalpan, 6,5 km nordost om Pérez y Jiménez. Trakten runt Pérez y Jiménez består till största delen av jordbruksmark.